# Мајори
Мајори (итал. Maiori) је насеље у Италији у округу Салерно, региону Кампанија.
Према процени из 2011. у насељу је живело 5268 становника. Насеље се налази на надморској висини од 13 м.

## Становништво
| 1951. | 1961. | 1971. | 1981. | 1991. | 2001. | 2011. |
| ----- | ----- | ----- | ----- | ----- | ----- | ----- |
| 5.214 | 5.854 | 5.998 | 6.097 | 5.735 | 5.740 | 5.575 |